# عمران أحمد
عمران أحمد (1981 في بنغلاديش - ) (بالبنغالية: ইমরান আহমেদ)‏ هو لاعب كريكت بنغلاديشي.